# Anna Torv
Anna Torv, avstralska igralka, * 7. junij 1979, Melbourne, Viktorija, Avstralija.
Torv je najbolj znana po svoji vlogi agentke FBI Olivie Dunham v Foxovi televizijski nanizanki Na robu znanosti.